# كاثرين حوسمالان
كاثرين حوسمالان (بالفرنسية: Catherine Hosmalin)‏ هي ممثلة فرنسية، ولدت في 1 يونيو 1960.

## أعمال

### أفلام
- (2007) مستر بينز هوليداي[1]
- (2009) قرباء جدا
- (2010) جمع الشمل[2]
- (2011) نقطة البداية

## وصلات خارجية
- كاثرين حوسمالان على موقع IMDb (الإنجليزية)
- كاثرين حوسمالان على موقع ألو سيني (الفرنسية)
- كاثرين حوسمالان على موقع أول موفي (الإنجليزية)
- كاثرين حوسمالان على موقع قاعدة بيانات الفيلم (الإنجليزية)
- كاثرين حوسمالان على موقع كينوبويسك (الروسية)